# Giorgio Bassani
Giorgio Bassani (Bologna, 4 marzo 1916 – Roma, 13 aprile 2000) è stato uno scrittore, poeta e politico italiano, fondatore e poi presidente di Italia Nostra dal 1965 al 1980.

## Biografia

### I primi anni a Ferrara
Bassani nacque a Bologna il 4 marzo 1916 da una benestante famiglia ebraica originaria di Ferrara, figlio di Angelo Enrico Bassani (1885-1948), medico ginecologo e presidente della S.P.A.L. tra il 1921 e il 1924, e di Dora Minerbi (1893-1987). Fratello di Paolo e Jenny (Eugenia), trascorse l'infanzia e l'adolescenza a Ferrara; alle scuole elementari per tre anni condivise il banco con Lanfranco Caretti. Nel 1926 venne ammesso al Regio Liceo Ginnasio "L. Ariosto" dove frequentò i cinque anni del ginnasio e i tre del liceo e dove, nel 1934, conseguì la maturità. Nell'archivio storico del liceo sono conservati numerosi documenti che riguardano il giovane Bassani negli anni della sua formazione e alcuni, in fotocopia, accompagnati da fotografie dell'epoca, sono esposti nell'atrio a lui dedicato presso la sede dello stesso liceo.

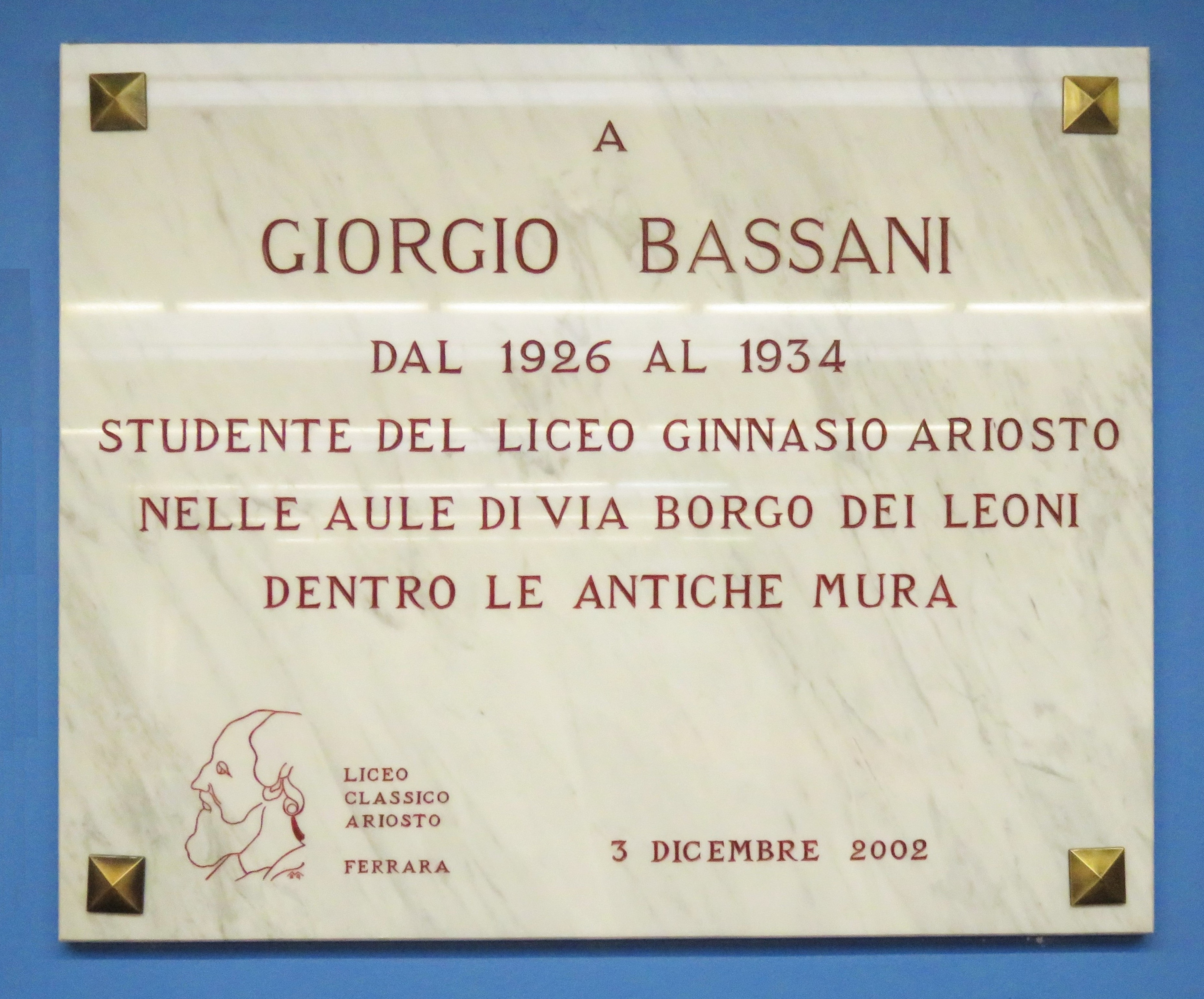
Atrio del liceo Ariosto di Ferrara. Lapide dedicata alla memoria di Giorgio Bassani

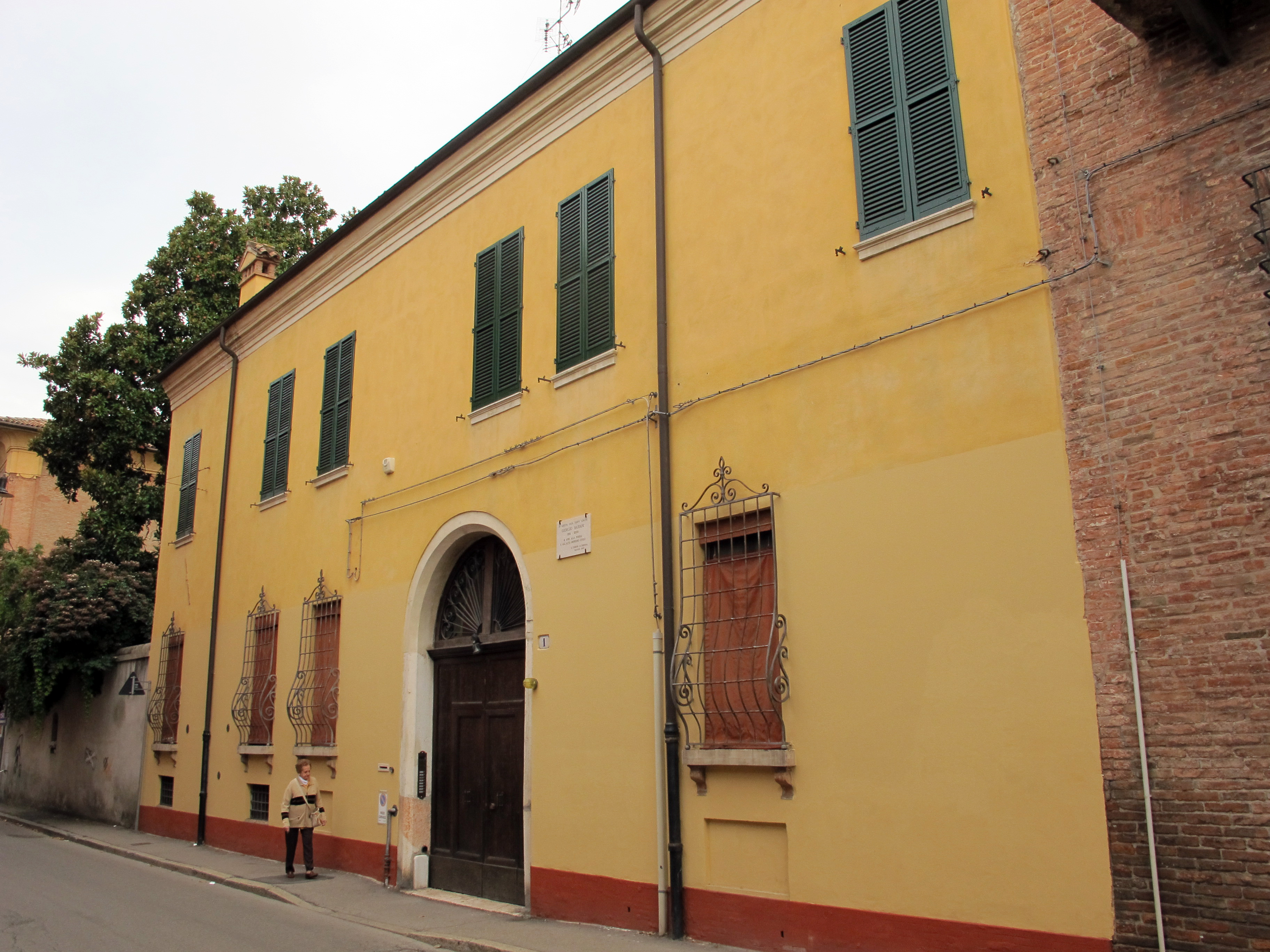
La casa di Bassani a Ferrara, in via Cisterna del Follo

In anni giovanili mostrò un vivo interesse per la musica, ma presto rinunciò a questa passione per dedicarsi alla letteratura. Un'altra passione che l'accompagnò tutta la vita fu il tennis. Nel 1935 si iscrisse alla Facoltà di Lettere dell'Università di Bologna, che frequentò da pendolare e dove si laureò nel 1939 con una tesi su Niccolò Tommaseo, discussa con Carlo Calcaterra: occorre a tal proposito notare che le leggi razziali emanate nel 1938, nel vietare ai cosiddetti "appartenenti alla razza ebraica" di iscriversi per la prima volta all'università, prevedevano che gli studenti già iscritti all'università, "appartenenti alla razza ebraica", potessero essere autorizzati a continuare gli studi fino al conseguimento della laurea. Nel 1937 aveva preso parte ai Littoriali della cultura a Napoli. Negli anni di studio fu amico di Attilio Bertolucci, cominciò ad ammirare la pittura di Giorgio Morandi e iniziò ad amare i saggi sull'arte di Roberto Longhi. In quegli anni conobbe pure, tra gli altri, Giuseppe Dessì, Claudio Varese, Carlo Ludovico Ragghianti e Augusto Frassineti.
Nel 1940 uscì la sua prima opera Una città di pianura, che pubblicò sotto lo pseudonimo di Giacomo Marchi (il nome è quello dello zio Giacomo Minerbi, fratello di Dora, mentre il cognome è della nonna materna Emma Marchi). Insegnò Italiano e Storia agli studenti ebrei espulsi dalle scuole pubbliche nella scuola ebraica di via Vignatagliata, e divenne attivista politico clandestino. Come antifascista venne rinchiuso, nel 1943, per alcuni mesi, nella prigione cittadina di via Piangipane. Liberato, sposò Valeria Sinigallia, entrò in clandestinità e lasciò Ferrara, prima per Firenze e, subito dopo, per Roma, dove trascorse il resto della vita come scrittore e uomo pubblico.

### Lo scrittore
Nel 1945 pubblicò le poesie Storie dei poveri amanti e altri versi, mentre nel 1947 scrisse una seconda raccolta di versi Te lucis ante. Nel 1948 Marguerite Caetani, che fondò e curò la pubblicazione della rivista letteraria Botteghe Oscure, invitò Bassani a redigerla. Al 1953 risale La passeggiata prima di cena, al 1955 Gli ultimi anni di Clelia Trotti. Lo stesso anno divenne anche redattore della rivista Paragone, fondata nel 1950 da Roberto Longhi e Anna Banti, nella cui redazione conobbe, tra gli altri, Pier Paolo Pasolini.
Su Botteghe Oscure fece conoscere agli italiani produzioni letterarie tra le più diverse, pubblicando autori come Dylan Thomas, René Char, Roger Caillois, Henri Michaux, Georges Bataille, Maurice Blanchot, Robert Graves, Wystan Hugh Auden, Antonin Artaud e Truman Capote, e contribuì a diffondere le opere di Mario Soldati, Carlo Cassola, Giorgio Caproni e Italo Calvino, oltre agli amici Bertolucci e Pasolini. Intanto nacquero i figli Paola (nel 1945) ed Enrico (nel 1949) e iniziò a collaborare a sceneggiature di film di Mario Soldati, Michelangelo Antonioni, Alessandro Blasetti e Luigi Zampa.
Tra il 1951 e il 1954 insegnò alla Scuola d'Arte Juana Romani di Velletri.

### La fama

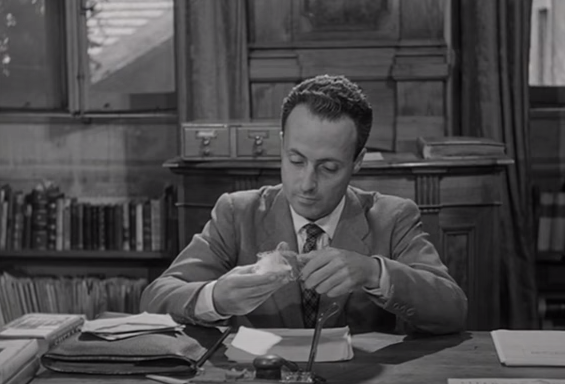
Giorgio Bassani nella sua unica interpretazione da attore in una scena del film Le ragazze di piazza di Spagna, 1952

Frequentò il mondo intellettuale, sia a Roma sia altrove, conobbe il critico Niccolò Gallo e venne in contatto con la redazione di Officina (fondata da Pasolini con altri bolognesi). Nel 1955 fondò l'associazione Italia Nostra. Nel 1956 pubblicò le Cinque storie ferraresi, con le quali vinse il Premio Strega. Nel 1957 divenne docente di storia del teatro all'Accademia nazionale d'arte drammatica "Silvio D'Amico", incarico che mantenne sino al 1967. Nel 1958 pubblicò Gli occhiali d'oro incentrato sul tema dell'omosessualità quale motivo di emarginazione.
In qualità di consulente e direttore editoriale della Feltrinelli, Bassani riuscì a far pubblicare Il Gattopardo di Giuseppe Tomasi di Lampedusa e aiutò diversi altri, come Manlio Cancogni, Antonio Delfini e Franco Fortini. Tra gli stranieri aiutò a divulgare Jorge Luis Borges, Edward Morgan Forster, Ford Madox Ford, Karen Blixen e soprattutto Boris Pasternak il cui Il dottor Živago fu un'anteprima mondiale e un grande successo di vendite. Nel 1960 pubblicò per i tipi Einaudi Le storie ferraresi, volume dei “Supercoralli” contenente le Cinque storie ferraresi, il romanzo breve Gli occhiali d’oro e due brevi racconti, Il muro di cinta e In esilio; sempre per Einaudi esce anche l’edizione singola di Una notte del ‘43. Nello stesso anno chiuse Botteghe Oscure, sul cui ultimo numero scrisse un Congedo. Collaborò con prestigiose riviste e con alcune testate giornalistiche di alto livello: Approdo, La Fiera Letteraria, Letteratura, Nuovi Argomenti, Il Mondo, Officina, Corriere della Sera.
Continuò inoltre come sceneggiatore con Luchino Visconti e Luis Trenker, mentre Florestano Vancini decise di portare sullo schermo La lunga notte del '43. 
Nel 1962 egli ottenne il suo massimo successo editoriale, con la pubblicazione del romanzo di formazione Il giardino dei Finzi-Contini, scritto in parte all'Hotel Le Najadi di Santa Marinella, nel giardino di Ninfa e a Roma, lontano cioè dalla sua Ferrara. L'opera rappresenta la più completa espressione del suo mondo, dal piano formale e stilistico all'esperienza morale, intellettuale e politica. 
Bassani racconta sul filo della memoria la realtà della ricca borghesia ebraica a Ferrara durante il fascismo, partendo dalla sua esperienza personale e mediata dalla sua visione poetica, modificando nomi e luoghi ma mantenendo inalterato il clima che si viveva nella città estense in quel periodo, culminato con le leggi razziali. 
Vittorio De Sica ne farà un film dal quale però Bassani terrà sempre le distanze (chiese e ottenne infatti che venisse tolto il suo nome dai titoli di coda del film).

### La maturità
Nel 1963 fu amareggiato dagli attacchi del Gruppo 63 e, a seguito della pubblicazione di Fratelli d'Italia di Alberto Arbasino, al quale aveva consigliato una revisione, ma che Giangiacomo Feltrinelli fece uscire presso un'altra collana, lasciò la casa editrice. Nel 1964 uscì Dietro la porta (e in francese, presso Gallimard, Les lunettes d'or et autres histoires de Ferrare che aprì la lunga serie di traduzioni all'estero delle sue opere). Fu vicepresidente della RAI (incarico che lasciò dopo un solo anno) e dal 1965 presidente di Italia Nostra. Intanto si allontanò dal PSI per avvicinarsi ai repubblicani di Ugo La Malfa, amico di vecchia data.
Nel 1966 venne scelto come presidente della giuria della Mostra internazionale d'arte cinematografica di Venezia. L'anno dopo acquistò una casa al mare a Maratea e dal 1968, per una quindicina di anni, vi trascorse le estati. Molte delle sue poesie raccolte in Epitaffio (1974) e In gran segreto (1978) prendono spunto da Maratea e dal retroterra lucano e sono ispirate da Anne-Marie Stehlein, americana d'origine che viveva a Parigi, con cui Bassani aveva avuto un'intensa relazione amorosa. Pubblicò L'airone (1968), L'odore del fieno (1972), Dentro le mura (1973, riscrittura delle storie ferraresi), fino a Il romanzo di Ferrara (1974, nel 1980 nella sua versione definitiva).

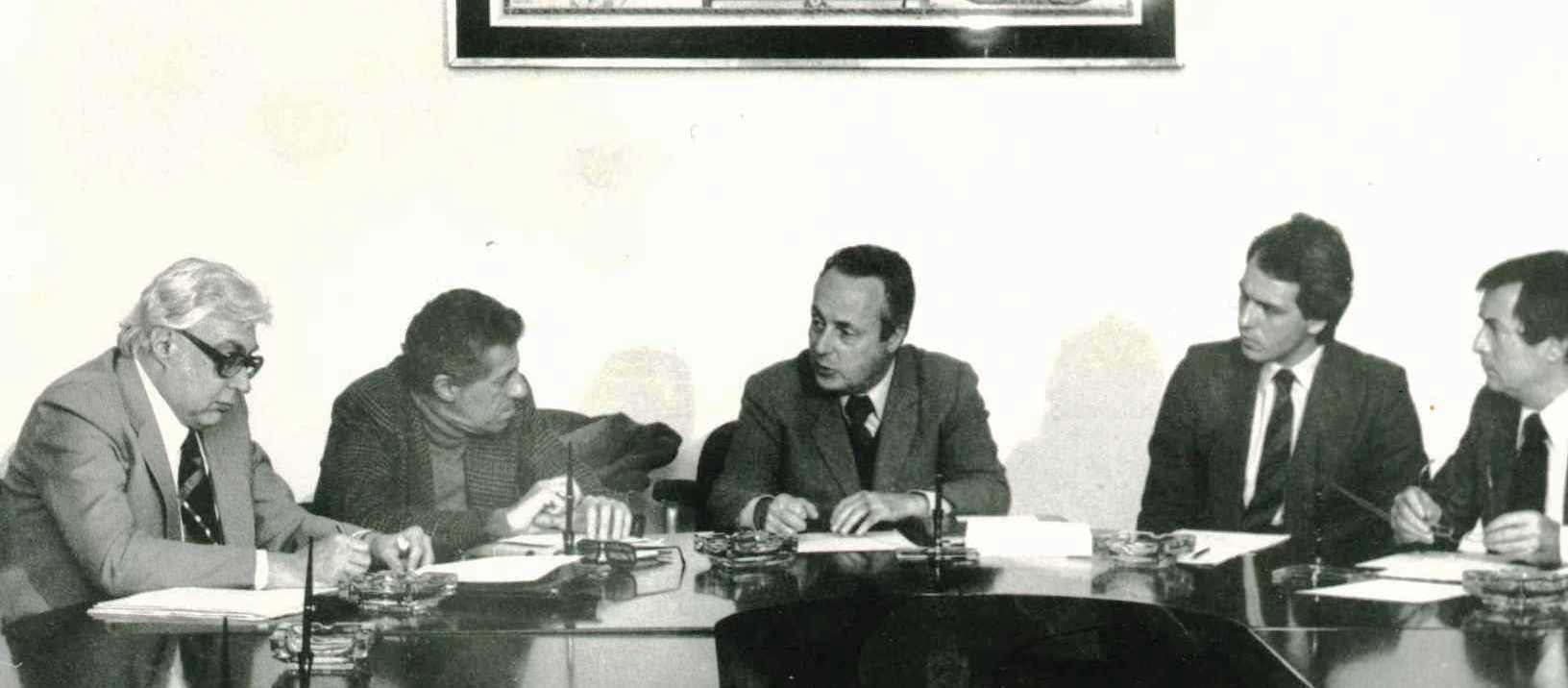
Giorgio Bassani (al centro) in una tavola rotonda con (da sinistra) Luigi Silori, Walter Mauro, Roberto Bettega, Giuseppe Brunamontini

Intanto nel 1971 venne nominato dalla Repubblica Francese cavaliere dell'ordine della Legion d'onore e tenne lezioni in qualche università statunitense e canadese. Nel 1978 conobbe l'americana Portia Prebys, con la quale convisse dal 1991 al 2000, anno della sua morte. Nel 1982 pubblicò la raccolta di tutte le sue poesie in In rima e senza e nel 1984 la raccolta di tutti i suoi saggi e le sue riflessioni critiche in Di là dal cuore. Altre pubblicazioni sono Storie dei poveri amanti e altri versi (1945), Un'altra libertà (1951), Le parole preparate (1967), In gran segreto (1978).
Nel 1987 uscì Gli occhiali d'oro, film diretto da Giuliano Montaldo. Nel 1998 le sue opere vennero raccolte in un volume della collana I Meridiani di Mondadori.
 Morì a Roma il 13 aprile 2000 dopo un lungo periodo di malattia. È sepolto, per sua esplicita volontà testamentaria, a Ferrara, nel cimitero ebraico di via delle Vigne, a ridosso di quelle mura di cui egli stesso, come presidente di Italia Nostra, promosse il restauro.

## La memoria

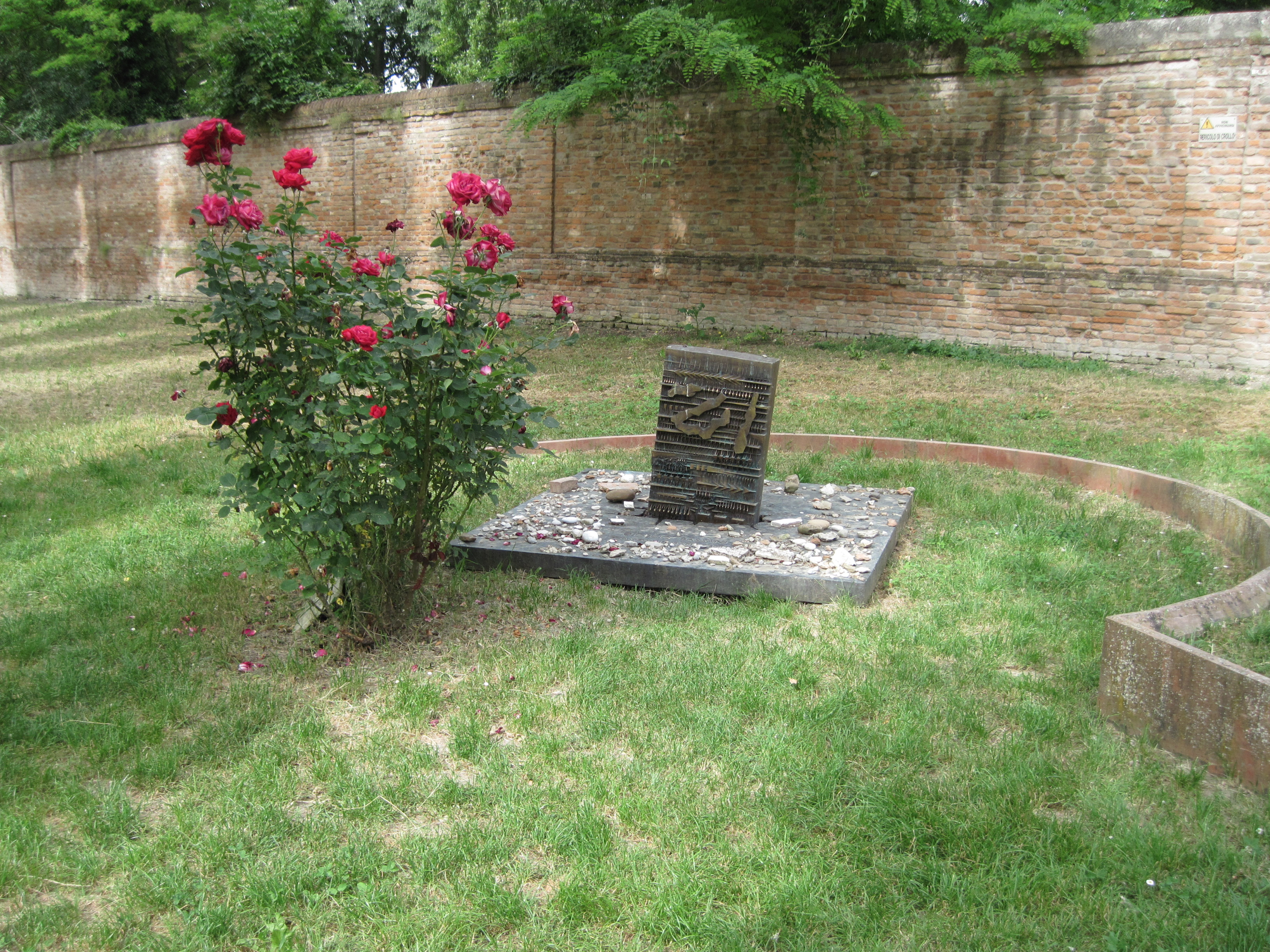
Tomba di Giorgio Bassani e monumento funebre realizzato da Arnaldo Pomodoro, su progetto di Piero Sartogo, cimitero ebraico di Ferrara

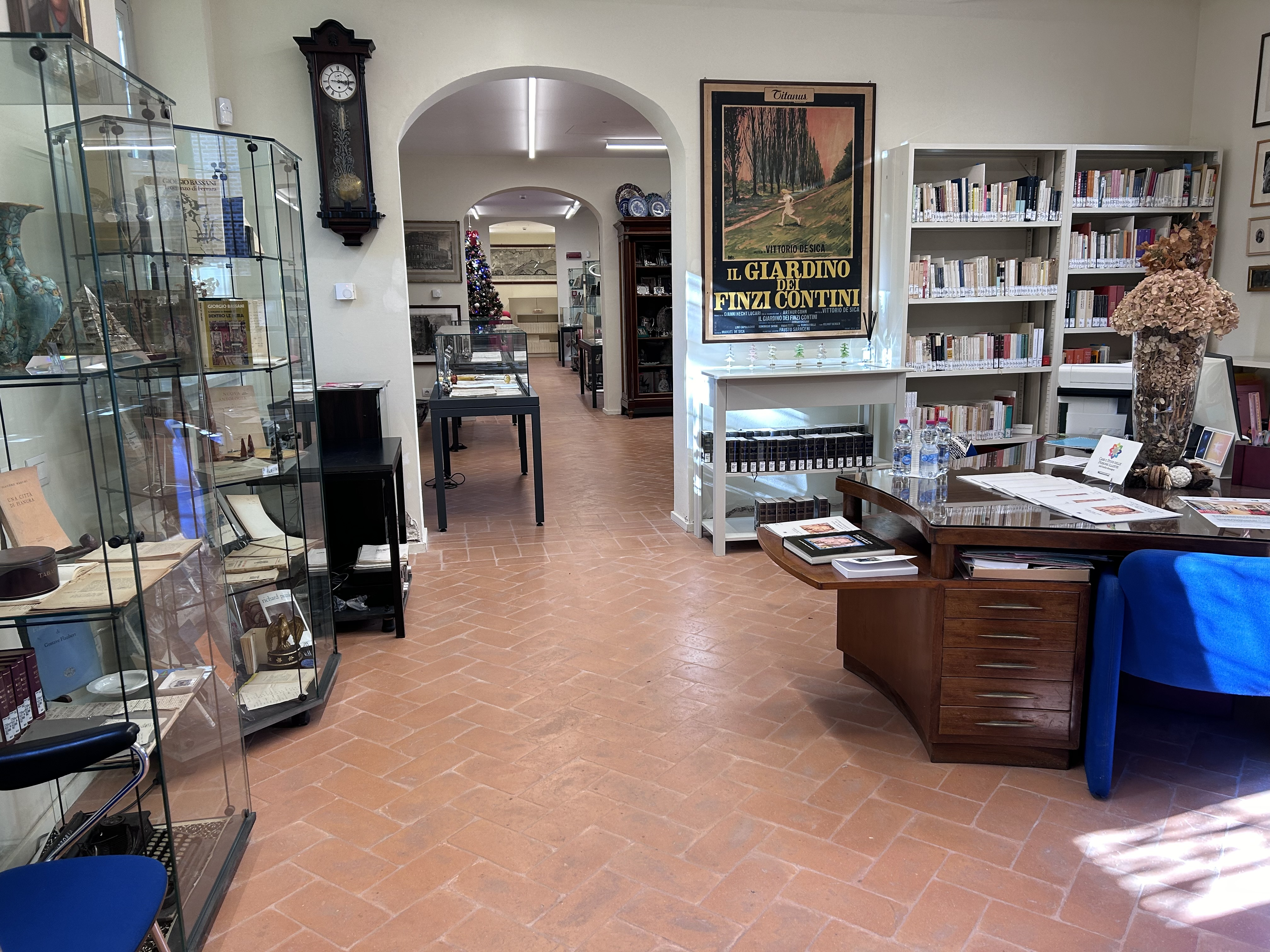
Interno del Centro Studi Bassaniani a Casa Minerbi-Del Sale, Ferrara

Nel cimitero ebraico, nel quale riposano le sue spoglie e dove lo scrittore ha immaginato la tomba dei Finzi-Contini, il comune di Ferrara ha voluto ricordarlo con un monumento, frutto della collaborazione fra l'architetto Piero Sartogo e lo scultore Arnaldo Pomodoro. Nella stessa città gli sono stati intitolati la biblioteca comunale del Barco e il parco urbano.
Ancora a Ferrara nel 2014 in alcuni ambienti di casa Minerbi-Del Sale è stato istituito il Centro di Studi Bassaniani. Al suo interno sono conservati arredi, oggetti personali, dipinti, documenti e libri appartenuti allo scrittore e donati al comune di Ferrara da Portia Prebys, ultima compagna di Bassani.
Nel 2012 a Bassani è stata dedicata una via a Bologna, nel quartiere Bolognina.

### Fondazione Giorgio Bassani
La Fondazione Giorgio Bassani, costituita con decreto prefettizio nel 2002, intende promuovere, nel rispetto delle volontà testamentarie dello scrittore, la conoscenza e l'attività di ricerca sulle sue opere, con il proposito di rappresentarne un significativo punto di raccolta, di tutelarne la conservazione ma vieppiù valorizzandola mediante un'attiva interlocuzione col territorio con varie iniziative culturali che riflettano i diversi interessi di Bassani.
- La Fondazione ha una sua sede nella Biblioteca comunale dedicata a Bassani a Codigoro, la cittadina in cui è ambientato il romanzo “L’airone”.[10]
- Dal 2009 al 2016, la Fondazione aveva stipulato una convenzione con l’Università di Ferrara allo scopo di disporre di una sede operativa presso l’Istituto Universitario Studi Superiori, Ferrara 1391 (IUSS), in cui organizzare conferenze e incontri.[10]
- Particolarmente dopo la morte della vedova, Valeria Sinigallia Bassani, la convenzione del 28 ottobre 2016 stretta fra la Fondazione e il Comune di Ferrara ha assicurato ad essa spazi più ampi nelle tre sale al piano terra nell'edificio della casa di Ludovico Ariosto di Ferrara. 
Ivi sono presenti[10] le edizioni italiane e straniere delle opere, l'intera biblioteca dello scrittore,[11] l'Archivio eredi Paola ed Enrico Bassani, in gran parte digitalizzato, oltre a manoscritti, dattiloscritti con correzioni autografe e diversi oggetti appartenuti a Giorgio Bassani, come la sua scrivania, la sua macchina da scrivere "Olivetti Lettera 32", ritratti, foto di famiglia e altro. 
Presso la Fondazione è inoltre esposta una copia anastatica dei quaderni manoscritti de Il giardino dei Finzi-Contini, il cui originale è conservato nella Biblioteca comunale Ariostea di Ferrara.

## Riconoscimenti
- 1956 - Premio Strega per Cinque storie ferraresi[12]
- 1962 - Premio Viareggio[13]
- 1969 - Premio Nelly Sachs
- 1969 - Premio Campiello per L'airone[14]
- 1983 - Premio Bagutta per In rima e senza
- 1987 - Premio Pirandello
- 1992 - Premio Feltrinelli per la Prosa.[15]

## Opere

### Narrativa
- Una città di pianura,[16] come Giacomo Marchi, Milano, Officina d'Arte Grafica Lucini, 1940.
- Una città di pianura e altri racconti giovanili, a cura di Angela Siciliano, Roma, Officina Libraria, 2021, ISBN 978-88-336-7125-3.
- La passeggiata prima di cena, Firenze, Sansoni, 1953.
- Gli ultimi anni di Clelia Trotti, Pisa, Nistri-Lischi, 1955. premio Veillon
- Cinque storie ferraresi, Torino, Einaudi, 1956. (Contiene: Lida Mantovani; La passeggiata prima di cena; Una lapide in via Mazzini; Gli ultimi anni di Clelia Trotti; Una notte del '43). Riedito come Dentro le mura, Milano, Mondadori, 1973. premio Strega
- Le storie ferraresi, Torino, Einaudi, 1960. (Contiene: Il muro di cinta; Lida Mantovani; La passeggiata prima di cena; Una lapide in via Mazzini; Gli ultimi anni di Clelia Trotti; Una notte del '43; Gli occhiali d'oro; In esilio)
- Gli occhiali d'oro, Torino, Einaudi, 1958.
- Il giardino dei Finzi-Contini, Torino, Einaudi, 1962. premio Viareggio
- Dietro la porta, Torino, Einaudi, 1964.
- (DE)  Venedig. Stadt auf 118 Inseln, con Mario Soldati e Gianni Berengo Gardin, Starnberg, Josef Keller, 1965.
- Due novelle, Venezia, Stamperia di Venezia, 1965.
- L'airone, Milano, Mondadori, 1968. premio Campiello
- L'odore del fieno, Milano, Mondadori, 1972.
- Il romanzo di Ferrara, collana Scrittori Italiani e Stranieri, Milano, Mondadori, 1974. Ed. riveduta, Mondadori, 1980; postfazione di Cristiano Spila, Collezione Le Comete, Milano, Feltrinelli, 2012, ISBN 978-88-075-3023-4.
- Di là dal cuore, Milano, Mondadori, 1984.
- Il tempo della guerra. Quaderni inediti 1941-1944, Milano, Telecom Italia, 2006.

### Saggistica
- Le parole preparate. Considerazioni sul tema di Venezia nella letteratura, Verona, La consulta di Verona, 1965.
- Le parole preparate e altri scritti di letteratura, Torino, Einaudi, 1966.
- Dentro il romanzo, Bruxelles, Istituto Italiano di Cultura, 1984.
- Italia da salvare. Scritti civili e battaglie ambientali, Prefazione di Giorgio Ruffolo. A cura di Cristiano Spila. Con una nota di Paola Bassani, Torino, Einaudi, 2005, ISBN 978-88-061-7245-9.
- Italia da salvare. Gli anni della Presidenza di Italia Nostra (1965-1980), presentazione di Oreste Rutigliano, premessa di Paola Bassani, a cura di Dafne Cola e Cristiano Spila, Collana Varia, Milano, Feltrinelli, 2018, ISBN 978-88-0749-238-9.

### Poesia
- Storia dei poveri amanti (e altri versi), Roma, Astrolabio, 1945. - II ed. 1946
- Te lucis ante. 1946-47, Roma, Ubaldini, 1947.
- Un'altra libertà, Milano, Mondadori, 1951.
- L'alba ai vetri. Poesie 1942-'50, Torino, Einaudi, 1963. [raccolta modificata dei volumi Storie dei poveri amanti, Te lucis ante, Un'altra libertà]
- Epitaffio, Milano, Mondadori, 1974.
- In gran segreto, Milano, Mondadori, 1978.
- In rima e senza, Milano, Mondadori, 1982. [raccolta riveduta di precedenti volumi, e alcune traduzioni]
- Pavana, a cura di Angela Siciliano, Collana Officina d'autore, Officina Libraria, 2024, ISBN 978-88-336-7274-8.

### Raccolte complessive
- Opere, collana Collezione I Meridiani, a cura e con un saggio di Roberto Cotroneo, Milano, Mondadori, 1998, ISBN 978-88-044-2261-7.
- Piero Pieri (a cura di), Racconti, diari, cronache (1935-1956), collana Collezione Le Comete, Milano, Feltrinelli, 2014, ISBN 978-88-07-53033-3.
- Poesie complete, collana Collezione Le Comete, a cura di Anna Dolfi, Premessa di Paola Bassani, Milano, Feltrinelli, 2021, ISBN 978-88-075-3039-5.

### Conversazioni
- Interviste 1955-1993, a cura di Domenico Scarpa e Beatrice Pecchiari, Collana Varia, Milano, Feltrinelli, 2019, ISBN 978-88-074-9268-6.

### Traduzioni
- Voltaire, Vita privata di Federico II, Roma, Atlantica, 1945.
- James Mallahan Cain, Il postino suona sempre due volte, Milano, Bompiani, 1945.
- Antoine Furetière, Il romanzo borghese, in Michele Rago (a cura di), Romanzi francesi dei secoli XVII e XVIII, I, Milano, Bompiani, 1951.
- Jacques-Henri Bernardin de Saint-Pierre, La capanna indiana, in Michele Rago (a cura di), Romanzi francesi dei secoli XVII e XVIII, I, Milano, Bompiani, 1951.

### Sceneggiature
- I Promessi Sposi. Un esperimento, a cura di Salvatore Silvano Nigro, Collana La memoria n.726, Palermo, Sellerio, 2007, ISBN 978-88-389-1947-3.
- Quattro film, a cura di B. Loconte e G. Renzi, Collezione Le Comete, Milano, Feltrinelli, 2025, ISBN 978-88-075-3045-6.

## Filmografia
Bassani ha doppiato Orson Welles, il "regista nella finzione" nel film La ricotta, episodio diretto da Pier Paolo Pasolini del film Ro.Go.Pa.G. (1963).

### Sceneggiature
- Le avventure di Mandrin di Mario Soldati
- La provinciale di Mario Soldati
- Villa Borghese di Vittorio De Sica e Gianni Franciolini
- La mano dello straniero di Mario Soldati
- Casa d'altri, episodio di Tempi nostri di Alessandro Blasetti
- Senso di Luchino Visconti
- La romana di Luigi Zampa
- La donna del fiume di Mario Soldati
- Il prigioniero della montagna di Luis Trenker
- Il ventaglino, episodio di Questa è la vita, regia di Mario Soldati
- Thèrese Etienne (film mai uscito)[17]

### Soggetto
- I vinti di Michelangelo Antonioni
- Racconti dell'Italia di oggi - Una lapide in Via Mazzini, film per la TV di Mario Landi
- La lunga notte del '43 di Florestano Vancini
- Il giardino dei Finzi-Contini di Vittorio De Sica
- Gli occhiali d'oro di Giuliano Montaldo

## Opere artistiche dedicate a Bassani
- Roberto Rebecchi, Busto di Giorgio Bassani, gesso, 1941, Collezione Rebecchi, Sermide (MN)[18]
- Roberto Rebecchi, Busto di Giorgio Bassani, bronzo, 1941, Collezione Rebecchi, Sermide (MN)[19][20]
- Arnaldo Pomodoro, su progetto di Piero Sartogo, Tomba di Giorgio Bassani, Cimitero ebraico di Ferrara, 2003[21]
- Mirella Guidetti Giacomelli, Busto di Giorgio Bassani, bronzo, 2002, Biblioteca Bassani, Ferrara[22]
- Corrado Sevardi, Intranima lieder - Ciclo rappresentativo per voce recitante, mezzosoprano, violino e pianoforte su ventidue poesie di Giorgio Bassani, prima esecuz. assoluta: Reggio Emilia, 2018[23]